# Imatinib
El imatinib es un medicamento de terapia dirigida en presentación oral usado para tratar ciertos tipos de cáncer. Es actualmente comercializado por Novartis bajo el nombre de Gleevec (EE. UU.) o Glivec (Europa/Australia) como su sal mesilato, mesilato de imatinib (DCI, nombre formal: STI-571). Específicamente, se emplea en el tratamiento de leucemia mieloide crónica (LMC) y la leucemia linfocítica aguda (LLA) con cromosoma Filadelfia positivo (Ph +), ciertos tipos de tumores del estroma gastrointestinal (GISTs), síndrome hipereosinofílico (HES), leucemia eosinofílica crónica (CEL), mastocitosis sistémica, síndrome mielodisplásico y dermatofibrosarcoma protuberans (DFSP).
Es el primer miembro de una nueva clase de medicamentos denominados inhibidores de la tirosina quinasa, que actúan por medio de la inhibición específica del compuesto tirosina quinasa, que se libera como característica particular de un tipo de célula cancerosa. En la leucemia mieloide crónica, por ejemplo, existe una mutación a nivel del cromosoma 9 en el gen Bcr-abl (una translocación). Este gen codifica una clase de tirosina quinasa que se encuentra activada en forma permanente siendo causa de múltiples trastornos, entre ellos mieloproliferación. El Imatinib se une a los sitios activos de la tirosina quinasa y previene de esta forma su actividad enzimática y corrige la evolución de la enfermedad.
Algunos de los efectos secundarios comunes incluyen vómitos, diarrea, dolor muscular, dolor de cabeza y sarpullido.  Entre los efectos secundarios de mayor seriedad se pueden incluir retención de líquidos, hemorragia gastrointestinal, supresión de la médula ósea, problemas hepáticos e insuficiencia cardíaca .  El uso durante el embarazo puede provocar daños al bebé.  

## Historia
El imatinib fue desarrollado a finales de la década de los noventa por el químico Nicholas B. Lydon, el oncólogo Brian J. Druker de la Oregon Health and Science University y Charles L. Sawyers del Memorial Sloan-Kettering Cancer Center, los cuales iniciaron los ensayos clínicos confirmando su eficacia contra la leucemia mieloide crónica.
Su desarrollo es un ejemplo de diseño racional de medicamentos. Poco después de la identificación del bcr-abl como blanco de tratamiento farmacológico, se inició la búsqueda de un inhibidor. Los químicos usaron un método de screening de alto volumen de datos (en inglés "High-throughput screening") de archivos de compuestos químicos, hasta identificar la molécula 2-fenilaminopirimidina. Este fue el compuesto inicial que fue probado y modificado con la introducción de los grupos metil y benzamida para proporcionarle un incremento a su capacidad de adherencia al imatinib.
El Glivec recibió aprobación de la Food and Drug Administration estadounidense en mayo de 2001. En el mismo mes se publicitó en la revista Time como la «bala mágica» para curar el cáncer.
En el año 2020 se aprobó el primer medicamento con imatinib para uso veterinario (Oncovet I), de Laboratorio Chemovet (Argentina). En medicina veterinaria esta indicado para el tratamiento de pacientes caninos y felinos con cáncer tales como mastocitomas, fibrosarcomas, tumores del estroma gastrointestinal, hemangiosarcomas, leucemia de células B, meningiomas, sarcomas asociados a vacunas y síndrome hipereosinofílico en felinos. También en hipertensión arterial pulmonar en caninos.

## Usos
El imatinib es usado en la leucemia mieloide crónica (LMC), tumores del estroma gastrointestinal (GISTs), síndromes mieloproliferativos, leucemia linfoblástica aguda, síndrome hipereosinofílico o leucemia eosinofílica crónica y otras patologías malignas. Un estudio demostró que el mesilato de imatinib era efectivo en pacientes con mastocitosis sistémica, excepto aquellas que tenían la mutación D816V en c-Kit, pero los enfermos con la referida mutación constituyen cerca del 90% de los casos de mastocitosis. Estudios clínicos iniciales también mostraron su potencial para el tratamiento del dermatofibrosarcoma protuberans.
En el laboratorio, el imatinib está siendo usado como un agente experimental para supresión del factor de crecimiento derivado de plaquetas (PDGF) por medio de la inhibición de su receptor (PDGF-Rβ). Uno de sus efectos es la demora en la aparición de aterosclerosis en ratones con diabetes.
Estudios animales recientes en ratones en la Universidad de Emory en Atlanta han sugerido que el Imatinib y los medicamentos relacionados podrían ser usados en el tratamiento de la viruela, en caso de que una epidemia ocurriera, mientras que otros estudios intentan descubrir si el imatinib puede tener un efecto beneficioso en el tratamiento de la fibrosis pulmonar.
En medicina veterinaria esta indicado para el tratamiento de pacientes caninos y felinos con cáncer tales como mastocitosis, fibrosarcomas, tumores del estroma gastrointestinal, angiosarcomas, leucemia de células B, meningiomas, sarcomas asociados a vacunas y síndrome hipereosinofílico en felinos. También en hipertensión pulmonar en caninos.

## Tolerancia y efectos adversos

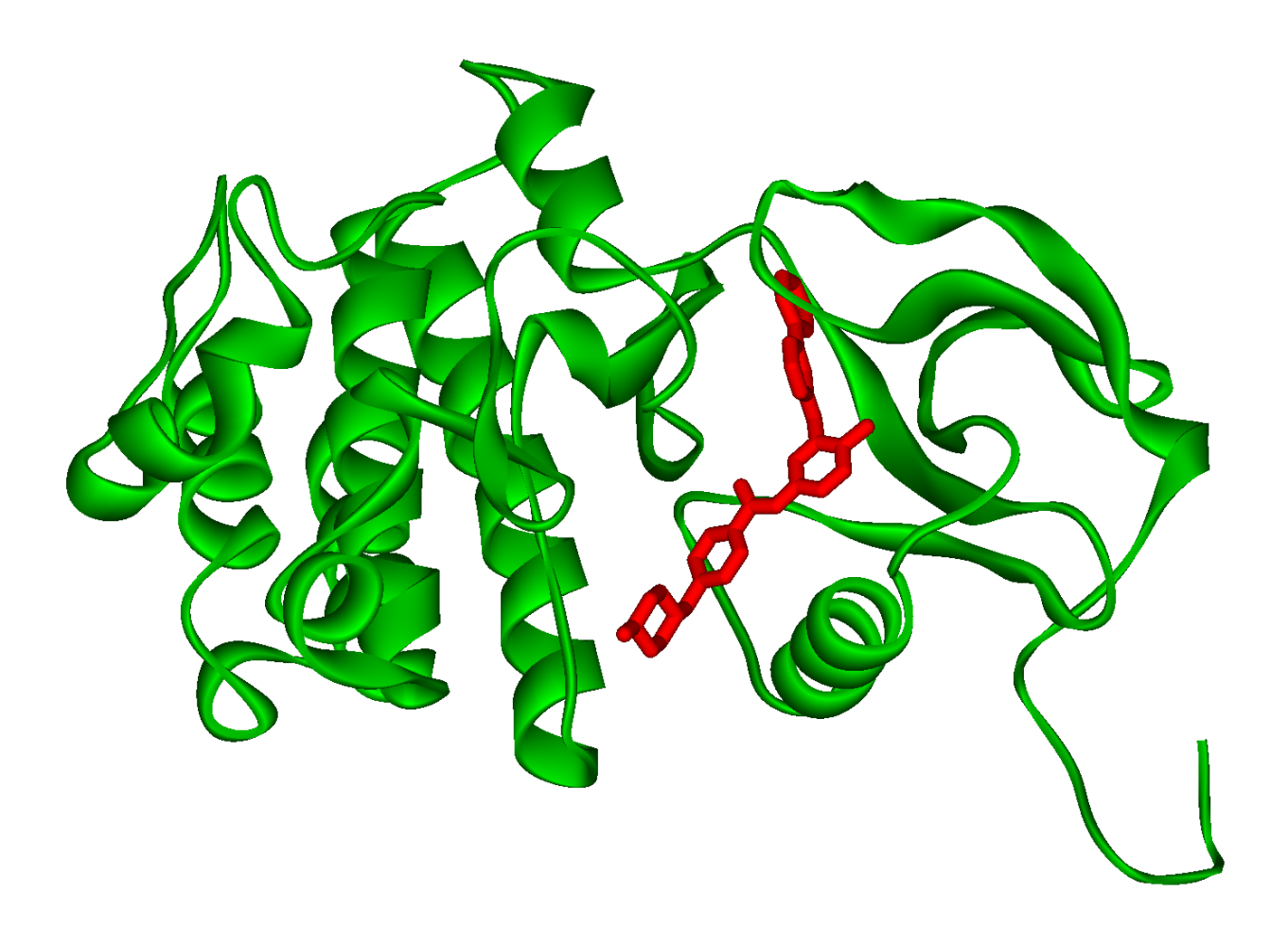
bcr-abl quinasa, la cual causa LMC, inhibida por imatinib (molécula pequeña).

En Estados Unidos, la FDA aprobó el imatinib como tratamiento de primera línea para LMC Ph+. El imatinib ha superado la fase III en estudios para la LMC, y ha demostrado ser más efectivo que el tratamiento estándar anterior con α-interferón y citarabina. Sin embargo los efectos adversos a largo plazo (dado que la medicación debe tomarse en forma crónica), aún permanecen en estudio. Los investigadores sugieren que es habitualmente bien tolerado; se dispone de escasa información sobre niños, niñas, mujeres embarazadas y efectos sobre la gestación y el feto. En general, efectos adversos tales como edema, náusea, y dolor músculo-esquelético son comunes pero leves.
La insuficiencia cardíaca congestiva severa es un efecto adverso poco común pero reconocido del imatinib; los ratones tratados con dosis elevada muestran daño por toxicidad en el miocardio.

## Farmacología

### Farmacocinética
El Imatinib es rápidamente absorbido al ser administrado por vía oral, y posee una muy elevada biodisponibilidad: el 98% de una dosis oral alcanza el torrente sanguíneo. El Metabolismo del imatinib ocurre en el hígado y es mediado por algunas isozimas  del sistema citocromo P450, incluyendo CYP3A4 y, en menor cantidad, CYP1A2, CYP2D6, CYP2C9, y CYP2C19. El principal metabolito derivado, N-demetil piperazina, es también activo. La principal vía de eliminación es biliar y fecal; solo una pequeña fracción de la droga es excretada en la orina. La mayor parte del imatinib es eliminado como metabolitos, solo el 25% es eliminado sin cambios. La vida media del imatinib y su principal metabolito es de 18 y 40 horas, respectivamente...

### Mecanismo de acción
El Imatinib es un derivado de 2-Fenilaminopirimidina que funciona como un inhibidor específico de una cantidad de enzimas tirosina quinasa. Esta ocupa el sitio activo  TK, iniciando una disminución en su actividad. Imatinib es un inhibidor de molécula pequeña que se dirige a múltiples tirosina quinasas como CSF1R, ABL, c-KIT, FLT3 y PDGFR-β .  
Existe un gran número de enzimas TK en el cuerpo, incluyendo los receptores de insulina. El Imatinib es específico para el dominio TK en el cromosoma filadelfia abl (del inglés the Abelson proto-oncogene), c-kit y el receptor (FCDP-R) (factor de crecimiento derivado de plaquetas).
En la leucemia mieloide crónica, el cromosoma Filadelfia produce una fusión proteica de abl con bcr (breakpoint cluster region), llamada bcr-abl. Con ello se altera la síntesis proteica y se produce una tirosina quinasa activa continuamente. El imatinib es usado para disminuir la actividad de la tirosina quinasa producida por la traslocación bcr-abl.
Cada uno de los sitios activos de la tirosina quinasa tienen un sitio de unión para el ATP. La actividad enzimática catalizada por una tirosina quinasa es la transferencia del terminal fosfato desde el ATP a los residuos de tirosina en sus substratos, un proceso conocido como fosforilación proteica de la tirosina. El imatinib actúa mediante la unión al mismo sitio que el ATP de la tirosina quinasa alterada e inhibiendo la actividad enzimática de la proteína en forma competitiva.
El imatinib es completamente selectivo para bcr-abl –esto hace que también inhiba otros blancos mencionado previamente (c-kit and PDGF-R), pero no otras tirosina quinasas conocidas. El imatinib también inhibe la proteína abl de células no cancerígenas pero estas células normalmente tienen tirosina quinasas redundantes adicionales las cuales permiten continuar la función aun si la tirosina quinasa abl es inhibida. Algunas células tumorales, sin embargo tienen una dependencia de bcr-abl. La inhibición de la tirosina quinasa bcr-abl también estimula su entrada dentro de núcleo, donde es incapaz de llevar a cabo cualquiera de sus funciones normales como anti-apoptotico.

## Aspectos económicos y patentes

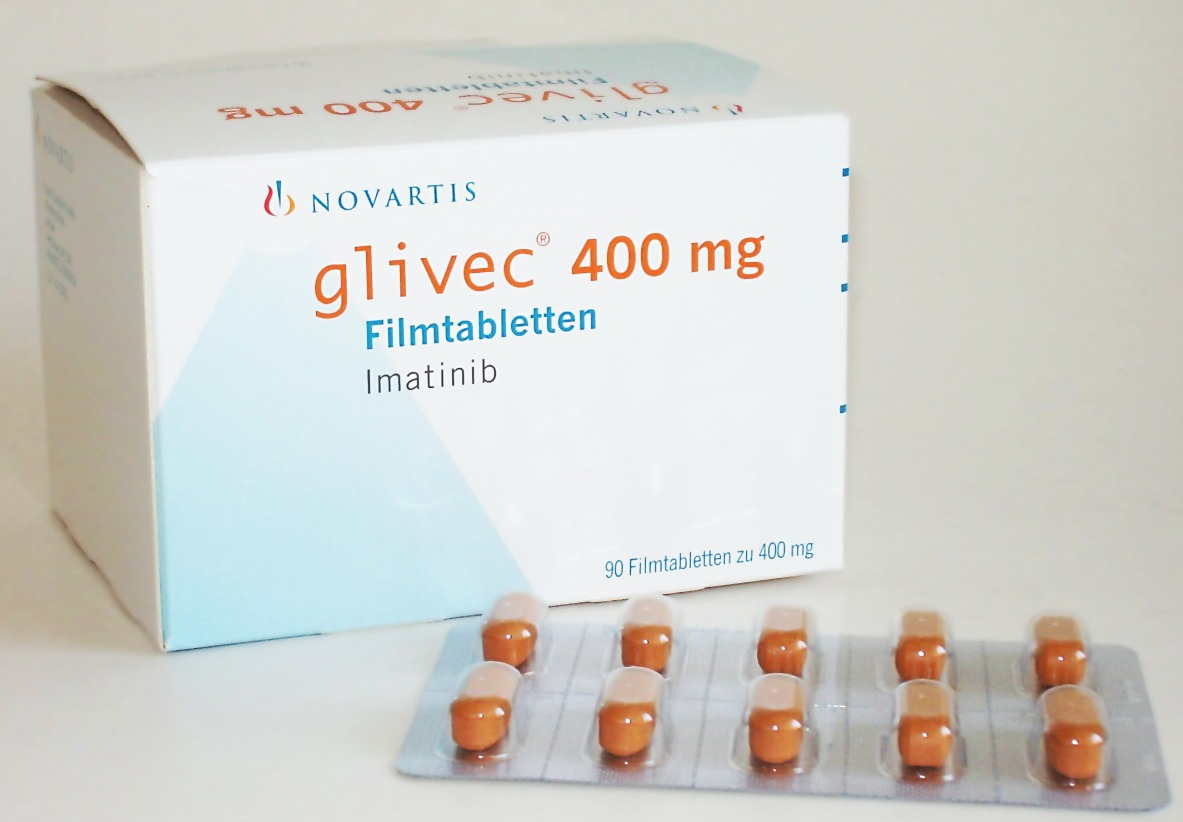
Una caja de 400 mg de tabletas de Glivec, como es vendido en Alemania.

El Glivec ha sido utilizado como caso de estudio sobre el alto precio de los medicamentos anticancerígenos. El precio de una tableta varía según cada país. En 2013 en Estados Unidos el tratamiento costaba 90.000 dólares al año mientras que en España costaba 30.000 euros al año (unos 45.000$, aproximadamente la mitad que en EE. UU).
En 2007, Novartis utilizó el ejemplo del imatinib para tratar de invalidar parte de la legislación sobre patentes de la India, país en el que se encuentran muchos fabricantes de medicamentos genéricos. Médicos sin fronteras y otras ONG alegan que un cambio en la legislación podría hacer imposible para las compañías indias producir medicamentos antirretrovirales genéricos baratos, haciendo imposible para los países del tercer mundo adquirir estos medicamentos esenciales de la OMS.
El 6 de agosto de 2007 el alto tribunal de Madrás (India) desestimó la demanda judicial emprendida por Novartis, confirmando la constitucionalidad de la Sección 3(d) de la Ley de Patentes India y difirió el caso al foro de la Organización Mundial del Comercio (OMC) para resolver la cuestión.
El 1 de abril de 2013 el Tribunal Supremo de la India dictó sentencia sobre la solicitud que mantiene Novartis desde 2006 por la patente de Glivec o Gleevec, rechazando dicha patente. De esta manera, los fabricantes de medicamentos genéricos de ese país pueden fabricar legalmente el principio activo. Se espera que ello reduzca el precio del medicamento a una décima parte.
En un análisis presentado en el panel de Alto Nivel del Secretario General de las Naciones Unidas sobre el Acceso a los Medicamentos, el investigador Andrew Hill aseguró que este medicamento tiene un coste de fabricación muy bajo (de 128 a 216 dólares anuales) pero la farmacéutica Novartis, comercializado en Estados Unidos con el nombre de Gleevec, lo vende a 108.000 dólares anuales. En España el coste del tratamiento anual ronda los 30.000 euros, según la información recopilada por Médicos del Mundo.
En Estados Unidos la farmacéutica Cost Plus Drugs vende un genérico del medicamento, Imatinib, por un precio 99 % inferior.